# Johns Island
Johns Island – największa z wysp barierowych u wybrzeży Karoliny Południowej w hrabstwie Charleston należących do Sea Islands. Leży na zachód od James Island i na wschód od Wadmalaw Island, a wschodni kraniec w odległości zaledwie 6 km od Charleston. Wyspę w 2007 roku zamieszkiwało 13 943 mieszkańców. Na wyspie znajduje się m.in. pomnik przyrody – 1400 letni dąb wirginijski, nazywany Angel Oak (Dąb Anielski). W okresie Wojny Secesyjnej wyspa była bazą i punktem wypadowym dla wojsk Unijnych przeciwko Wojskom Południa skoncentrowanym w okolicy Charleston.

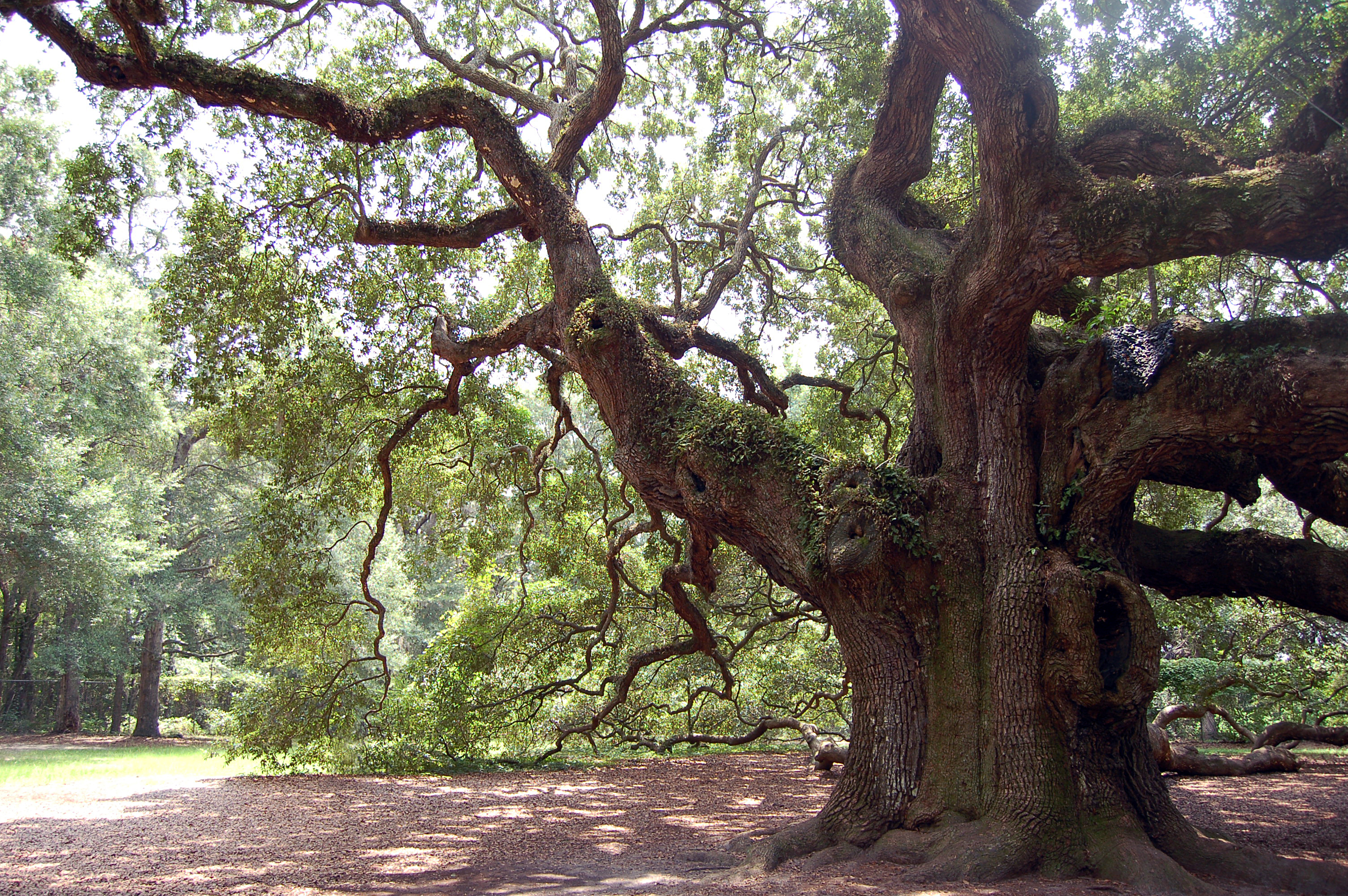
Dąb liczący co najmniej 1400 lat na Johns Island